# BNP Paribas Cardif
BNP Paribas Cardif is een internationale verzekeringsmaatschappij die actief is in diverse landen waaronder Nederland.

## Profiel
Levensverzekeringsbedrijf Compagnie d'Assurance et d'Investissement de France (CARDIF) werd in 1973 opgericht door de Franse bank Compagnie bancaire. Sinds 1998 maakt het deel uit van de BNP Paribas Groep. Wereldwijd staat het bedrijf op de tweede plaats van het verzorgen van verzekeringen tegen bedrijfsrisico's. In Nederland richt BNP Paribas Cardif zich vooral op de bescherming van maandlasten tegen risico's als arbeidsongeschiktheid, werkloosheid en overlijden. In de jaren negentig introduceerde BNP Paribas Cardif het concept betalingsbescherming op de Nederlandse markt en groeide zij tot de marktleider in dit segment. De producten en diensten van BNP Paribas Cardif worden door bemiddelaars aangeboden.

## Problemen
Stichting Woekerpolisproces stelde in februari 2014 SRLEV NV, een dochteronderneming van SNS Reaal en BNP Paribas Cardif, aansprakelijk voor schade door de misstanden bij de inmiddels failliete DSB Bank. Beide bedrijven zouden meegewerkt hebben aan de verkoop van woekerpolissen. Op 7 april 2014 werd de bank in Frankrijk beboet met 10 miljoen euro door de disciplinaire commissie van toezicht voor tekortkomingen en vertragingen bij de naleving van uitkeringen aan begunstigden van niet opgeëiste levensverzekeringen.